# Julija Bunić
Julija Bunić (Giulia Bona) (Dubrovnik,  -, ) bila je hrvatska renesansna pjesnikinja, rodom iz dubrovačke plemićke obitelji Bunić.
Uz sestru Nadu Bunić (Speranza di Bona), Maru Gundulić Gučetić i Cvijetu Zuzorić pripadala je ženskome društvu iz dubrovačke Akademije složnih (Accademia dei Concordi).

## Vanjske poveznice
- Soneti i stance u: Vijenac 270/2004  Arhivirana inačica izvorne stranice od 22. lipnja 2007. (Wayback Machine)